# Felice Nazzaro
Felice Nazzaro (ur. 4 grudnia 1881 w Turynie, zm. 21 marca 1940 tamże) – włoski kierowca wyścigowy. W 1907 roku w samochodzie firmy Fiat wygrał wszystkie ważniejsze imprezy sezonu. W 1922 roku odniósł zwycięstwo w Grand Prix Francji. W 1924 roku wycofał się z wyścigów i zajął się pracą jako kierownik działu sportowego firmy Fiat.